# Лёждуг
Лёждуг (коми Лёждуг) — деревня в Усть-Цилемском районе Республики Коми России. Входит в состав сельского поселения Ёрмица.

## История
По состоянию на 1920 год, в деревне Леждуга имелся 31 двор (28 зырянских и 3 русских) и проживало 198 человек (81 мужчина и 117 женщин). В административном отношении деревня входила в состав Абрамовского общества Ермицкой волости Печорского уезда.

## География
Деревня находится в северо-западной части Республики Коми, в левобережной части долины реки Печоры, на расстоянии примерно 171 километра (по прямой) к северу от села Усть-Цильма, административного центра района. Абсолютная высота — 27 метров над уровнем моря.
Часовой пояс
Лёждуг, как и вся Республика Коми, находится в часовой зоне МСК (московское время). Смещение применяемого времени относительно UTC составляет +3:00.

## Население
| 2010 |
| ---- |
| 39   |

Гендерный состав
По данным Всероссийской переписи населения 2010 года в гендерной структуре населения мужчины составляли 53,8 %, женщины — соответственно 46,2 %.
Национальный состав
Согласно результатам переписи 2002 года, в национальной структуре населения коми составляли 61 % из 65 чел., русские — 38 %.

## Улицы
Уличная сеть деревни состоит из одной улицы (ул. Речная).